# Edwina
Frances Edwina Dumm, née le 21 juillet 1893 et morte le 28 avril 1990) est une illustratrice et autrice de bande dessinée américaine qui signait ses œuvres Edwina.
Elle est connue pour avoir créé le comic strip  (en).

## Biographie
Frances Edwina Dumm naît le 2 juillet 1893 à Upper Sandusky dans l'Ohio. Elle est la fille de Frank Dumm, un acteur et auteur de pièce de théâtre qui à New-York a connu le succès. Il a ensuite abandonné les planches pour reprendre le journal fondé par son père à Upper Sandusky. Après avoir déménagé avec sa famille à Columbus Edwina Dumm étudie après le lycée dans une école de commerce où elle obtient son diplôme. En même temps qu'elle travaille comme sténographe, elle prend des cours de dessin par correspondance à la Landon School of illustrating and cartooning. Une fois diplômée, elle commence à travailler en 1915 pour le Columbus Saturday Monitor où elle réalise des illustrations. Elle devient ainsi la première femme à être dessinatrice politique. En 1916 le Monitor devient quotidien et Edwina propose sept dessins par semaine. Sous ceux-ci elle propose un comic strip intitulé  The Meanderings of Minnie qui raconte les aventures d'une fille intrépide et de son chien et qui est inspiré par sa propre enfance. Cette série a plus de succès que les dessins et ceux-ci sont bientôt abandonnés. En 1917 le Monitor fait faillite et Edwina déménage à New York pour proposer ses dessins. Elle suit des cours à l'Art Student League tout en proposant des dessins comme autrice indépendante.
En 1918, elle est engagée par George Matthew Adams, propriétaire du Adams Syndication Service. Comme Adams souhaitait un strip dont le héros serait un garçon, elle adapte sa série précédente et crée Cap Stubbs and Tippie. D'abord quotidien le strip bénéficie d'une planche dominicale à partir de 1934 cette fois diffusée par King Features Syndicate. Cette série, au début, présente les aventures humoristiques d'un enfant et de son chien nommé Tippie. Peu à peu le chien vole la vedette à l'enfant ; le strip est rebaptisé Tippie and Cap Stubbs puis Tippie. La série est aussi dérivée en planches hebdomadaires qui sont publiées dans des magazines comme Life. La seule différence est le renommage du chien en Sinbad. En 1928, elle illustre le recueil de nouvelles d'Alexander Woollcott, Verdun Belle and Some Stories dont les personnages principaux sont des chiens. À partir de 1931 et jusqu'en 1969 elle dessine aussi Alec the Great sur des textes en vers de son frère Robert Dennis Dumm. Elle illustre aussi des livres pour enfants comme Two Gentlemen and a lady. Elle produit aussi deux recueils de chansons avec la compositrice Helen Thomas, intitulés Tippie Times et Tippie and the circus. Elle prend sa retraite en 1966 mais reçoit en la Clef d'or de la National Cartoonists Society en 1979. Elle est la première femme à recevoir ce prix. Elle meurt le 28 avril 1990.

## Œuvres
Edwina a réalisé peu de strips au cours de sa carrière. The Meanderings of Minnie dure un an et seules deux autres bandes connaissent une longue période de publication. Cap Stubbs and Tippie est la plus importante publiée de 1918 à 1966. Trois personnages principaux occupent le devant de la scène. Cap Stubbs est un garçon aventureux, sa grand mère adore son petit fils même si ces jeux la laissent pantoise et Tippie est l'élément moteur du strip. Inspiré par un chien que son père avait ramené chez eux, Edwina se sert de ses souvenirs pour dresser le portrait d'un chien amusant. C'est aussi Tippie qui inspire Alec the Great.
Cap Stubbs and Tippie, bien qu'elle soit un strip populaire n'a jamais été adapté au cinéma, contrairement à la pratique habituelle. Cela est peut-être dû au manque d'intérêt du diffuseur Adams Syndication Service pour les productions dérivées. Quand Tippie est repris par un autre diffuseur, ces adaptations ne se font plus. Le strip a cependant été repris dans des comic books, dans Popular Comics à la fin des années 1930, puis par l'éditeur All-American Comics dans les années 1940 et enfin par Dell Comics dans deux numéros de Four Color Comics.

## Analyse
Edwina quand elle réalise ses dessins politiques fait preuve d'un regard aiguisé dans la lignée de Mark Twain. Elle traite de sujets brûlant comme le droit des femmes ou la guerre du Mexique. Elle est moins virulente dans ses strips qui connaissent aussi un succès important. Cap Stubbs and Tippie est probablement le premier strip régulier dont l'auteur est une femme. Des bandes dessinées réalisées par des femmes avaient déjà été présentés dans des journaux et la première d'entre elles est probablement Rose O'Neill qui en 1896 avait eu un strip publié par le magazine Truth. Toutefois, aucune de celles-ci n'avait encore eu de série régulière. Ce strip humoristique repose sur la juste caractérisation des personnages et non sur les aventures qu'il pourrait leurs arriver. Il s'agit donc d'un comique de caractère et non un comique de situation. Tippie devient assez rapidement le héros du strip et évolue graphiquement. Si au commencement, il est un levrier à poil court, il gagne ensuite une fourrure imposante qui va de pair avec un comportement amusant, reprenant ainsi l'apparence et la personnalité du chien de The Meanderings of Minnie .

## Activité féministe
Dès les années 1910, Edwina Dumm propose des dessins soutenant le droit de vote des femmes dans le Columbus Daily Monitor.

## Distinction
- 1979 : Clef d'or de la National Cartoonists Society, pour l'ensemble de sa carrière.